# Đặng Văn Lâm
Văn Lâm Đặng (Mosca, 13 agosto 1993) è un calciatore vietnamita, portiere del Bình Định e della nazionale vietnamita.

## Carriera

### Club
Ha giocato nella prima divisione vietnamita ed in quella thailandese, oltre che nelle serie minori russe.

### Nazionale
Con la nazionale vietnamita ha preso parte alla Coppa d'Asia 2019.

## Statistiche

### Cronologia presenze e reti in nazionale
| Cronologia completa delle presenze e delle reti in nazionale ― Vietnam | Cronologia completa delle presenze e delle reti in nazionale ― Vietnam | Cronologia completa delle presenze e delle reti in nazionale ― Vietnam | Cronologia completa delle presenze e delle reti in nazionale ― Vietnam | Cronologia completa delle presenze e delle reti in nazionale ― Vietnam | Cronologia completa delle presenze e delle reti in nazionale ― Vietnam | Cronologia completa delle presenze e delle reti in nazionale ― Vietnam | Cronologia completa delle presenze e delle reti in nazionale ― Vietnam |
| Data                                                                   | Città                                                                  | In casa                                                                | Risultato                                                              | Ospiti                                                                 | Competizione                                                           | Reti                                                                   | Note                                                                   |
| ---------------------------------------------------------------------- | ---------------------------------------------------------------------- | ---------------------------------------------------------------------- | ---------------------------------------------------------------------- | ---------------------------------------------------------------------- | ---------------------------------------------------------------------- | ---------------------------------------------------------------------- | ---------------------------------------------------------------------- |
| 8-1-2019                                                               | Abu Dhabi                                                              | Iraq                                                                   | 3 – 2                                                                  | Vietnam                                                                | Coppa d'Asia 2019 - 1º turno                                           | -3                                                                     |                                                                        |
| 12-1-2019                                                              | Abu Dhabi                                                              | Vietnam                                                                | 0 – 2                                                                  | Iran                                                                   | Coppa d'Asia 2019 - 1º turno                                           | -2                                                                     |                                                                        |
| 16-1-2019                                                              | al-'Ayn                                                                | Vietnam                                                                | 2 – 0                                                                  | Yemen                                                                  | Coppa d'Asia 2019 - 1º turno                                           | -                                                                      |                                                                        |
| 20-1-2019                                                              | Dubai                                                                  | Giordania                                                              | 1 – 1 dts (2-4 dtr)                                                    | Vietnam                                                                | Coppa d'Asia 2019 - Ottavi di finale                                   | -1                                                                     |                                                                        |
| 24-1-2019                                                              | Dubai                                                                  | Vietnam                                                                | 0 – 1                                                                  | Giappone                                                               | Coppa d'Asia 2019 - Quarti di finale                                   | -1                                                                     |                                                                        |
| 14-11-2019                                                             | Hanoi                                                                  | Vietnam                                                                | 1 – 0                                                                  | Emirati Arabi Uniti                                                    | Qual. Mondiali 2022                                                    | -                                                                      |                                                                        |
| 19-11-2019                                                             | Hanoi                                                                  | Vietnam                                                                | 0 – 0                                                                  | Thailandia                                                             | Qual. Mondiali 2022                                                    | -                                                                      |                                                                        |
| Totale                                                                 |                                                                        | Presenze                                                               | 7                                                                      |                                                                        | Reti                                                                   | -7                                                                     |                                                                        |

## Palmarès

### Nazionale
- Campionato dell'ASEAN di calcio: 1

2018

### Individuale
- Squadra del Campionato dell'ASEAN di calcio: 1

2018